# Episodi di State Trooper (terza stagione)
La terza stagione della serie televisiva State Trooper è andata in onda negli Stati Uniti dal 1958 al 1959 sulla NBC.
| nº | Titolo originale                 | Prima TV USA |
| -- | -------------------------------- | ------------ |
| 1  | The Silver Spiral                | ?            |
| 2  | Travel Now, Slay Later           | ?            |
| 3  | Lonely Valley                    | ?            |
| 4  | Excitement at Milltown           | ?            |
| 5  | The Trap That Jack Built         | ?            |
| 6  | Fiddle Dee Dee                   | ?            |
| 7  | This One'll Kill Ya              | ?            |
| 8  | The Prettiest Dress in Goldfield | ?            |
| 9  | What's Mine is Mine              | ?            |
| 10 | Larceny and Old Age              | ?            |
| 11 | Carson City Kitty                | ?            |
| 12 | The Man from Solitary            | ?            |
| 13 | The Choker                       | ?            |
| 14 | The Judas Tree                   | ?            |
| 15 | Hard Money, Soft Touch           | ?            |
| 16 | Let 'Em Eat Smoke                | ?            |
| 17 | The Patient Skeleton             | ?            |
| 18 | The Case of the Barefoot Girl    | ?            |
| 19 | Pistols for Two                  | ?            |
| 20 | So Early in the Morning          | ?            |
| 21 | Love on the Rocks                | ?            |
| 22 | While Jerome Burned              | ?            |
| 23 | And Baby Makes Two               | ?            |
| 24 | The Night Has a Thousand Eyes    | ?            |
| 25 | Everything Else is Bridgeport    | ?            |
| 26 | The Girl on Cloud Nine           | ?            |

## The Silver Spiral
- Prima televisiva: ?
- Diretto da: Richard Irving
- Scritto da: Barry Shipman

### Trama
- Guest star: Robert H. Harris (Jefferson Meadows), Joyce Meadows (Falina Meadows), Owen Cunningham (dottor Felder)

## Travel Now, Slay Later
- Prima televisiva: ?
- Diretto da: Virgil Vogel
- Scritto da: Steven Thornley
- Soggetto di: Curtis Cluff

### Trama
- Guest star: Howard Ledig (Sid Jaffe), Jonathan Hole (Stack), Craig Duncan (sergente Kelso), Ralph Clanton (Drayton), Jan Harrison (Carol Ward), Mark Roberts (Tom Lanning)

## Lonely Valley
- Prima televisiva: ?
- Diretto da: Ray Nazarro
- Scritto da: Barry Shipman

### Trama
- Guest star: Richard Farnsworth (Caleb Smith), Fred Krone (Benjamin Smith), John Dierkes (Obadia Smith), Suzanne Lloyd (Native American Woman)

## Excitement at Milltown
- Prima televisiva: ?
- Diretto da: Richard Irving
- Scritto da: Barry Shipman

### Trama
- Guest star: Chuck Couch (Log Worker), Paul Stader (Yard Boss), Malcolm Atterbury (Doc), Suzanne Lloyd (Myrna Carlson), Dayton Lummis (Carlson), Vivi Janiss (Ella Westover), Myron Healey (Nels)

## The Trap That Jack Built
- Prima televisiva: ?
- Diretto da: Richard Irving
- Scritto da: Barry Shipman

### Trama
- Guest star: Jocelyn Brando (Vera Woodridge), Robert H. Harris (Penny), Paul Langton (Charles Medford), Kathy Marlowe (Katherine Dolan)

## Fiddle Dee Dee
- Prima televisiva: ?
- Diretto da: Ray Nazarro
- Scritto da: Steven Thornley

### Trama
- Guest star: Robert Armstrong (sceriffo Anderson), George N. Neise (Ben Slausen), Harry Lauter (Rex Bomar), Barbara Bain (Nen Slausen), Frank DeVol (se stesso)

## This One'll Kill Ya
- Prima televisiva: ?
- Diretto da: Ray Nazarro
- Scritto da: Steven Thornley

### Trama
- Guest star: Robert Armstrong (sceriffo Anderson), George N. Neise (Warren Poole), Joan Banks (Jill Benton), Miranda Jones (Kay Wallace), Joey Forman (Johnny Garth), Buddy Lester (Waldo Sims)

## The Prettiest Dress in Goldfield
- Prima televisiva: ?
- Diretto da: Richard Irving
- Scritto da: Lawrence Kimble

### Trama
- Guest star: Paul Stader (Frank), William Challee (Pop Bolster), Trevor Bardette (sceriffo Morton), Jean Byron (Stella Bender), Douglas Fowley (Doc Crippin), Edward Binns (Harley Bender)

## What's Mine is Mine
- Prima televisiva: ?
- Diretto da: Richard Irving
- Scritto da: Barry Shipman

### Trama
- Guest star: Alexander Campbell (sceriffo Logan), Chuck Couch (Fowler), Paul Stader (Henry Moon), Lane Bradford (Joe Hooker), Jean Byron (Claire Walden), Edward Binns (Frederick Walden)

## Larceny and Old Age
- Prima televisiva: ?
- Diretto da: John English
- Scritto da: Lawrence Kimble

### Trama
- Guest star: Rachel Ames (Julie Colfax), Paul Lukather (Brady Colfax), Harry Lauter (Barney)

## Carson City Kitty
- Prima televisiva: ?
- Diretto da: Richard Irving
- Scritto da: Barry Shipman

### Trama
- Guest star: Paul Stader (Deputy Jim Wallace), J. Edward McKinley (sceriffo Billings), Johnny Standley (Chester Avery), Lillian Powell (Nettie Simmons), Voorhies J. Ardnoin (Ben Hardy), Bart Burns (Al Brady), Brooke Bundy (Sara Williams)

## The Man from Solitary
- Prima televisiva: ?
- Diretto da: Earl Bellamy
- Scritto da: Lawrence Kimble

### Trama
- Guest star: Ronnie Rondell, Jr. (Boo Boo), Allen Pinson (scagnozzo), Carol Henry (Fremont), Bette McMahon (Mrs. Fremont), Terry Frost (sceriffo Webster), Jack V. Littlefield (Johnny Byrd), Eddie Kane (Jake Clinton), Joe Partridge (Brad Clinton), Roscoe Ates (Dusty Peabody)

## The Choker
- Prima televisiva: ?
- Diretto da: Sidney Salkow
- Scritto da: Barry Shipman

### Trama
- Guest star: Robert Armstrong (sceriffo Anderson), Paula Kent (cameriera), Paul Wexler (Coaker), Peter Brocco (Edgy), Harry Shannon (Drued), Karl Lukas (Duke Jackson), Penny Santon (Mother May), Jean Howell (Peggy Radford)

## The Judas Tree
- Prima televisiva: ?
- Diretto da: William Witney
- Scritto da: Barry Shipman

### Trama
- Guest star: Bob Tetrick (Hobson), Robert Anderson (sceriffo Bronson), Barry Brooks (Thorney), Ray Stricklyn (Jeff Turner), Jeanne Cooper (Doris Ormsby)

## Hard Money, Soft Touch
- Prima televisiva: ?
- Diretto da: Earl Bellamy
- Scritto da: Lawrence Kimble

### Trama
- Guest star: Nita Talbot (Irma Niergard), James Coburn (Dobie), Raymond Greenleaf (Jasper Williams), Robert Armstrong (sceriffo Anderson)

## Let 'Em Eat Smoke
- Prima televisiva: ?
- Diretto da: William Witney
- Scritto da: Lawrence Kimble

### Trama
- Guest star: Jody Lawrance (Patti Roberts), Robert Williams (Dispatcher), Will J. White (Hank Patton), Charles Bateman (Jeff Roberts), Garry Walberg (Dooley Binns)

## The Patient Skeleton
- Prima televisiva: ?
- Diretto da: William Witney
- Scritto da: Lawrence Kimble

### Trama
- Guest star: DeForest Kelley (Graham Jones), Charles Aidman (Tom Brandywine), Ian Wolfe (Eli Crater), Edith Evanson (Emily Brandywine)

## The Case of the Barefoot Girl
- Prima televisiva: ?
- Diretto da: Richard Irving
- Scritto da: Lawrence Kimble

### Trama
- Guest star: Stephen Douglass (Johnny Wallace), Martin Neiman (Ramon), George Tavino (capitano Perez), Raoul De Leon (Rodriguez), Tudor Owen (Donnelly), Eduardo Noriega (Lasada), Merry Anders (Mrs. Wallace)

## Pistols for Two
- Prima televisiva: ?
- Diretto da: William Witney
- Scritto da: Lawrence Kimble

### Trama
- Guest star: Tom Gleason (Jay Kendall), James Chandler (capitano Brady), John Milford (Matty Herman), Stephen Roberts (Joe Black), John Archer (Cliff Bateman), Faith Domergue (Elaine Kendall)

## So Early in the Morning
- Prima televisiva: ?
- Diretto da: William Witney
- Scritto da: Lawrence Kimble

### Trama
- Guest star: Charles H. Gray (Lloyd Dalton), Vito Scotti (Reggie), Richard Crane (Peck Brinkman), Abigail Shelton (Linda Green), Faith Domergue (Janice Moore)

## Love on the Rocks
- Prima televisiva: ?

### Trama
- Guest star: Alan Dinehart (Danny), Nancy Kilgas (Pat), Virginia Christine (Rena), Jason Johnson (Harvey)

## While Jerome Burned
- Prima televisiva: ?
- Diretto da: William Witney
- Scritto da: Steven Thornley

### Trama
- Guest star: Robert Anderson (sceriffo Martin), Fredd Wayne (Frank Nagel), Dick Foran (Gabe Beiler), Catherine McLeod (Linda Graham)

## And Baby Makes Two
- Prima televisiva: ?

### Trama
- Guest star: Constance Ford (Wendy), Dennis Patrick (Pete)

## The Night Has a Thousand Eyes
- Prima televisiva: ?

### Trama
- Guest star: Andrea King (Miss Benton), Connie Davis (Jane), Barney Phillips (Wolkie), Les Tremayne (Philmore)

## Everything Else is Bridgeport
- Prima televisiva: ?

### Trama
- Guest star: Read Morgan (Hess), James Flavin (Box), Jean Howell (Ruby), Bart Burns (Belden)

## The Girl on Cloud Nine
- Prima televisiva: ?
- Diretto da: Richard Irving

### Trama
- Guest star: Jean Allison (Claire Eaton), Gale Robbins (Dawn Corday), Penny Edwards (Carol Davis), Gregg Palmer (Ben Stander), Marc Platt (Tony Wing)
- Scritto da: Lawrence Kimble